# Bob Froese
Robert Glenn „Bob“ Froese (* 30. Juni 1958 in St. Catharines, Ontario) ist ein ehemaliger kanadischer Eishockeytorwart, der von 1982 bis 1990 für die Philadelphia Flyers und New York Rangers in der National Hockey League spielte. 

## Karriere
Während seiner Juniorenzeit spielte er in seiner Heimatstadt bei den St. Catharines Black Hawks in der OMJHL. Nach einem Wechsel innerhalb der Liga spielte er zusammen mit Mike Gartner bei den Niagara Falls Flyers. Beim NHL Amateur Draft 1978 wählten ihn die St. Louis Blues in der zehnten Runde als 160. aus.
Seine Karriere bei den Senioren begann er in der IHL bei den Saginaw Gears. Als weitere Stationen folgten in der IHL die Milwaukee Admirals und später in der AHL die Maine Mariners.
1981 unterschrieb er als Free Agent bei den Philadelphia Flyers und in der Saison 1982/83 erkämpfte er sich den Platz hinter Pelle Lindbergh. Als dieser zu Beginn der Saison 1985/86 tödlich verunglückte, übernahm Froese seinen Job. Er setzte sich durch, obwohl man mit Glenn Resch einen weiteren erfahrenen Torhüter geholt hatte. Gemeinsam mit Darren Jensen gewann er die William M. Jennings Trophy. Als die Flyers ein Jahr später in den Playoffs schwach abschnitten, zählte er zu den Spielern, denen Mike Keenan die Schuld daran gab. 
Kurz nach dem Start in die Saison 1986/87 wurde er an die New York Rangers abgegeben. Im Gegenzug erhielten die Flyers Kjell Samuelsson. Nach dem frühen Ausscheiden in den Playoffs nahm er mit der kanadischen Nationalmannschaft an der Eishockey-Weltmeisterschaft 1987 teil. Bei den Rangers war er die Nummer zwei hinter John Vanbiesbrouck. Nach dem ihm Mike Richter diesen Platz in der Saison 1989/90 streitig machte, beendete er seine Karriere.
In der Saison 1995/96 war er Torwarttrainer der New York Islanders. Heute ist er Pastor in der Faith Fellowship Church in Clarence im US-Bundesstaat New York.

## Sportliche Erfolge

### Persönliche Auszeichnungen
- NHL Second All-Star Team: 1986
- William M. Jennings Trophy: 1986 (gemeinsam mit Darren Jensen)
- Teilnahme am NHL All-Star Game: 1986
- Beste Fangquote in der NHL: 1986